# Albertinia
Albertinia, monotipski biljni rod iz porodice glavočika, dio podtribusa Centratherinae. Jedini je predstavnik A. brasiliensis, brazilski endem iz istočnog Brazila (Bahia, Pernambuco, Sergipe, Espirito Santo, Minas Gerais, Rio de Janeiro).

## Sinonimi
- Albertinia martii Colla
- Symblomeria baldwiniana Nutt.
- Vernonia brasiliensis (Spreng.) Less.
- Vernonia platycephala Gardner